# Копенгагенський мир (1660)
Копенгагенський мир 1660 було укладено між Данією-Норвегією та Шведською імперією 27 травня (6 червня) 1660 року у Копенгагені після невдалого для Шведської імперії закінчення дансько-шведської війни 1658—60 років та підписання нею Олівського миру 1660 року із союзниками Данії-Норвегії.
Копенгагенський мирний договір вносив деякі зміни в умови Роскільського миру, який було укладено у 1658 році, а саме:
- Данії-Норвегії повертались Тронхеймський лен (у Норвегії) та острів Борнгольм, що раніше відійшли до Шведської імперії;
- скасовувалась (за наполяганням союзниці Данії-Норвегії, Голландії) постанова про недопущення у Балтійське море флотів небалтійських держав.